# NGC 1345
NGC 1345 (другие обозначения — ESO 548-26, MCG -3-9-46, UGCA 74, VV 690, HARO 21, IRAS03272-1756, PGC 12979) — спиральная галактика с перемычкой (SBc) в созвездии Эридан.
Галактика сильно излучает в ультрафиолетовом диапазоне и имеет широкие эмиссионные линии в спектрах.  Это указывает на наличия у галактики активного ядра.
NGC 1345 является одной из галактик типа Аро с аномально сильным излучением в синей области. Особенно яркими являются линии излучения кислорода и водорода.
Галактика достаточно сильно удалена от центра Сверхскопления Персея-Рыб, однако лучевая скорость и красное смещение говорят о том, что  галактика вероятно относится к  нему.
Этот объект входит в число перечисленных в оригинальной редакции «Нового общего каталога».